# УСТ Січ (Ландсгут)
УСТ «Січ» (Українське Спортове Товариство «Січ») — українське спортивне товариство з німецького міста Ландсгут.
УСТ «Січ» (Ландсгут) в українському таборі при Штеттгаймерштрассе існувало в 1946 році.
Участі в змаганнях РФК не брало і взимку самоліквідувалося. Навесні 1948 р. повстав в цьому таборі УСК Тур (Ландсгут).